# HMS Cordelia (1914)
HMS Cordelia là một tàu tuần dương hạng nhẹ thuộc lớp tàu tuần dương C của Hải quân Hoàng gia Anh Quốc, và thuộc về lớp phụ Caroline. Cordelia được chế tạo tại xưởng đóng tàu Pembroke. Nó được đặt lườn vào ngày 21 tháng 7 năm 1913; hạ thủy vào ngày 23 tháng 2 năm 1914 và đưa ra hoạt động vào tháng 1 năm 1915.
Vào giai đoạn đầu của Chiến tranh thế giới thứ nhất, Cordelia được điều động về Hải đội Tuần dương nhẹ 1 thuộc Hạm đội Grand Fleet, và trong các ngày 31 tháng 5 đến 1 tháng 6 năm 1916 Cordelia đã tham gia trận Jutland cùng một số tàu chị em. Đến năm 1917 nó được phân về Hải đội Tuần dương nhẹ 4 thuộc Hạm đội Grand.
Cordelia đã sống sót qua cuộc chiến tranh, nhưng bị xem là đã lạc hậu trước khi Chiến tranh Thế giới thứ hai nổ ra. Nó được bán cho hãng Cashmore tại Newport vào ngày 31 tháng 7 năm 1923 để tháo dỡ.